# Stegophylla essigi
Stegophylla essigi är en insektsart som beskrevs av Hille Ris Lambers 1966. Stegophylla essigi ingår i släktet Stegophylla och familjen långrörsbladlöss. Inga underarter finns listade i Catalogue of Life.